# Robert Mogapi Mphiwe

Wappen von Robert Mogapi Mphiwe

Robert Mogapi Mphiwe (* 14. März 1972 in Pretoria) ist ein südafrikanischer Geistlicher und römisch-katholischer Bischof von Rustenburg.

## Leben
Robert Mogapi Mphiwe studierte von 1990 bis 1992 Philosophie am Priesterseminar St. Peter in Garsfontein und von 1993 bis 1996 Katholische Theologie am St. John Vianney Seminary in Pretoria. Er empfing am 1. November 1997 das Sakrament der Priesterweihe für das Erzbistum Pretoria.
Nach der Priesterweihe war Robert Mogapi Mphiwe als Pfarrvikar der Pfarrei St. Kizito in Marapyane tätig, bevor er 2000 Ausbilder am Priesterseminar St. Peter in Garsfontein wurde. 2001 wurde Mphiwe für weiterführende Studien nach Rom entsandt, wo er 2005 am Päpstlichen Athenaeum Sant’Anselmo ein Lizenziat im Fach Liturgiewissenschaft erwarb. Anschließend war Robert Mogapi Mphiwe erneut als Ausbilder am Priesterseminar St. Peter tätig. Von 2009 bis 2010 war er Pfarrer der Pfarrei St. Anne in Atteridgeville. Seit 2011 war Mphiwe Pfarrer der Pfarrei St. Thomas More in Centurion und seit 2015 zudem Generalvikar des Erzbistums Pretoria.
Am 25. November 2020 ernannte ihn Papst Franziskus zum Bischof von Rustenburg. Der Erzbischof von Pretoria, Dabula Anthony Mpako, spendete ihm am 27. Februar 2021 in der St. Peter’s Church in Tlhabane die Bischofsweihe; Mitkonsekratoren waren der emeritierte Erzbischof von Pretoria, William Slattery OFM, und der emeritierte Bischof von Rustenburg, Kevin Patrick Dowling CSsR. 